# مطار براتيسلافا الدولي
مطار براتيسلافا الدولي (بالسلوفاكية: Letisko M. R. Štefánika)(بالألمانية: Flughafen M. R. Štefánik)(إياتا: BTS، إيكاو: LZIB) هو المطار الرئيسي في سلوفاكيا، ويقع في العاصمة براتيسلافا.

## شركات الطيران والوجهات
تقوم شركات الطيران التالية بتشغيل رحلات طيران منتظمة وموسمية وعارضة من وإلى براتيسلافا:
| شركـات طيـران           | الوجهات |
| ----------------------- | --- |
| طيران إيجيان            | مطار أثينا الدولي (تبدأ في 14 سبتمبر 2023) |
| إير كايرو               | مطار الغردقة الدولي، مطار مرسى علم الدولي |
|                         | |
| Air Montenegro          | موسمي: مطار بودغوريتسا الدولي (تبدأ في 17 يونيو 2023) |
| نوستروم إير             | موسمي عارض: مطار برشلونة الدولي، مطار ميورقة (تبدأ في 21 يونيو 2023) |
| Corendon Airlines       | موسمي عارض: مطار أنطاليا |
| Freebird Airlines       | موسمي عارض: مطار أنطاليا |
| رايان إير               | مطار أوريو أل سيريو، مطار بروكسل شارلروا الجنوب، مطار دالامان، مطار دبلن الدولي، مطار إدنبرة، مطار آيندهوفن، Lanzarote، Leeds/Bradford، مطار لندن ستانستد، مطار مالطا الدولي، مطار مانشستر، مطار روما شيامبينو، مطار صوفيا، Thessaloniki موسمي: Alghero، Burgas، Corfu، مطار كاوناس، مطار ميورقة، Paphos، مطار تراباني-بيرغي، مطار زغرب |
| Sky Alps                | موسمي عارض: Brač |
| خطوط ترافل سيرفس الجوية | موسمي: Burgas، Corfu، Heraklion، مطار لارنكا الدولي، مطار ميورقة، Rhodes، مطار زاكينثوس الدولي ‏ موسمي عارض: Almería، مطار أنطاليا، Araxos، مطار الملك حسين الدولي، مطار كاتانيا-فونتاناروسا، مطار بليز دياغني الدولي، مطار دالامان، مطار جربة جرجيس الدولي، مطار الغردقة الدولي، مطار عدنان مندريس، Kos، مطار مرسى علم الدولي، Menorca، مطار الحبيب بورقيبة الدولي، Sal، مطار صلالة، Thessaloniki، مطار تيرانا الدولي (تبدأ في 19 يونيو 2023)[بحاجة لمصدر] |
| Tus Airways             | موسمي: مطار لارنكا الدولي (تبدأ في 7 يونيو 2023) |
| ويز للطيران             | مطار لندن لوتن، مطار سكوبية الدولي |

## الإحصائيات

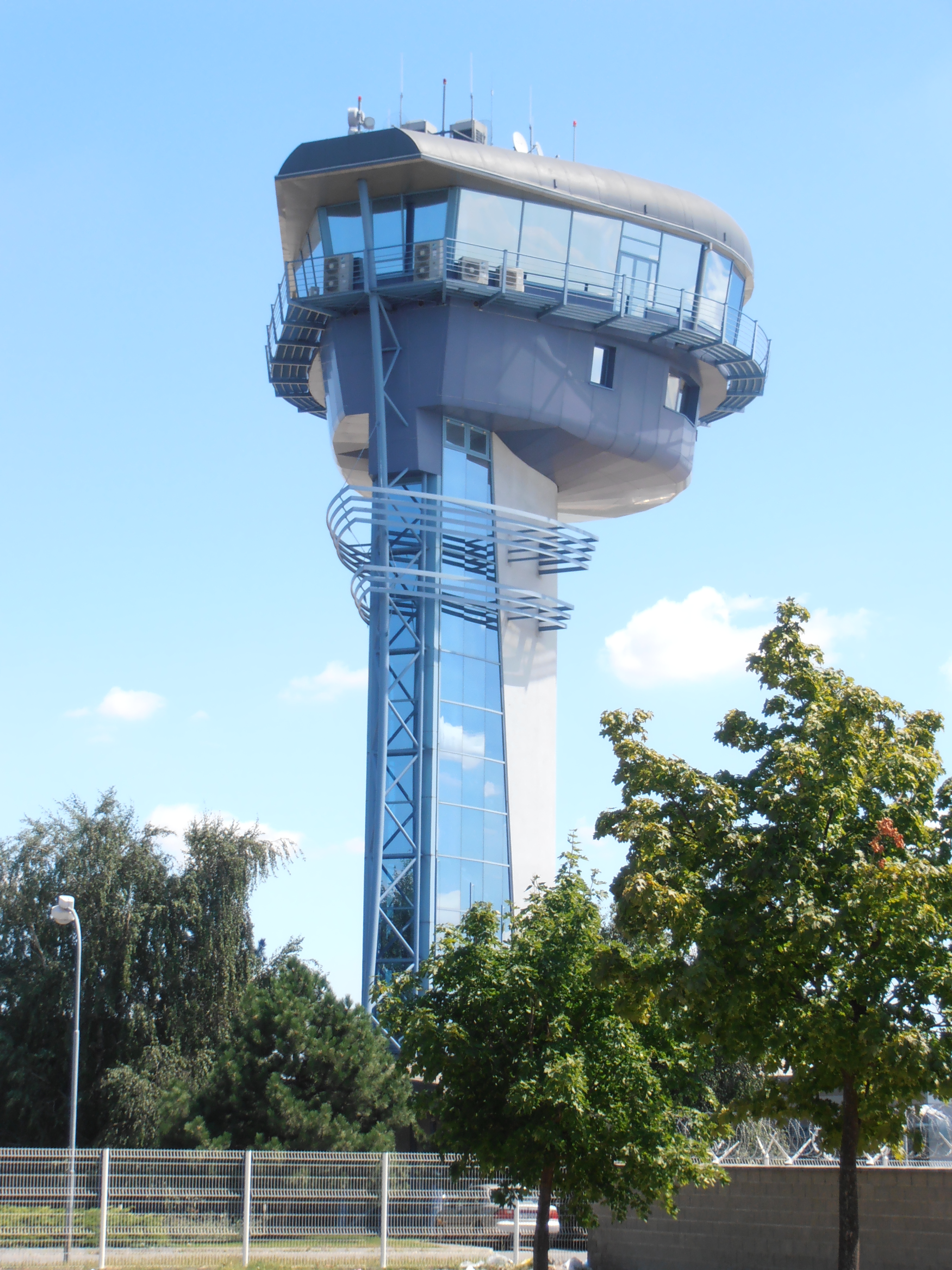
برج المراقبة الرئيسي

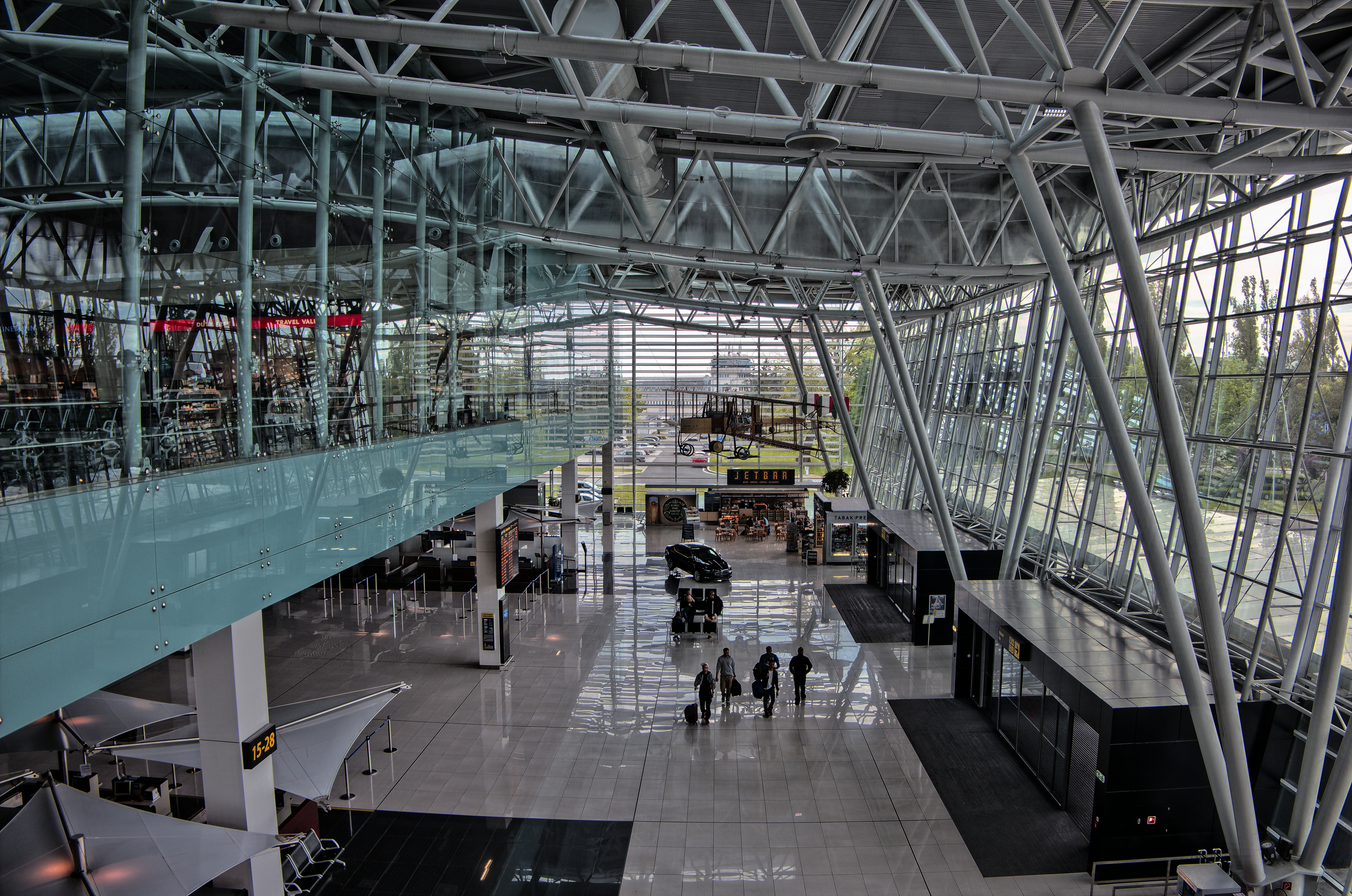
صالة الوصول

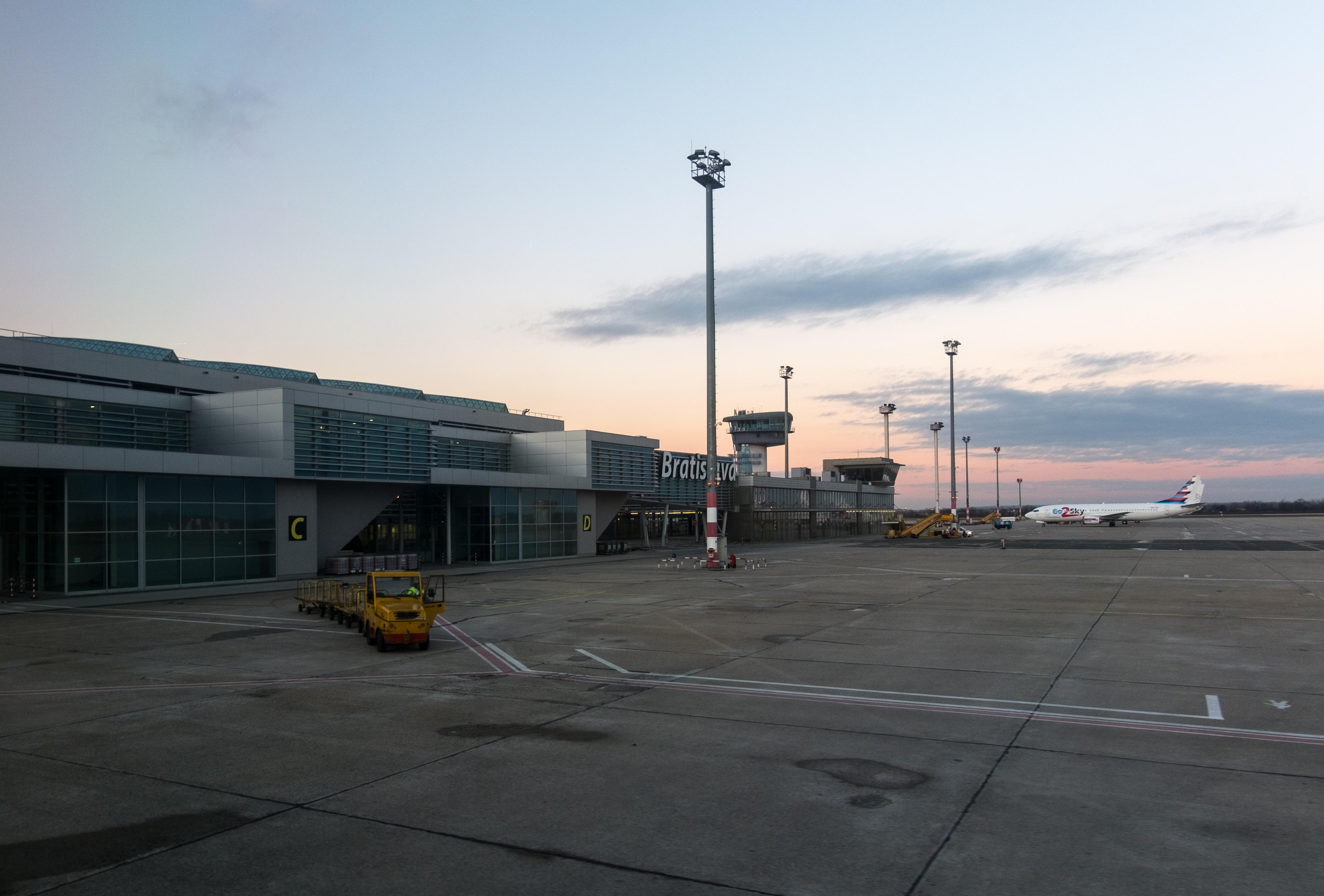
منظر المطار

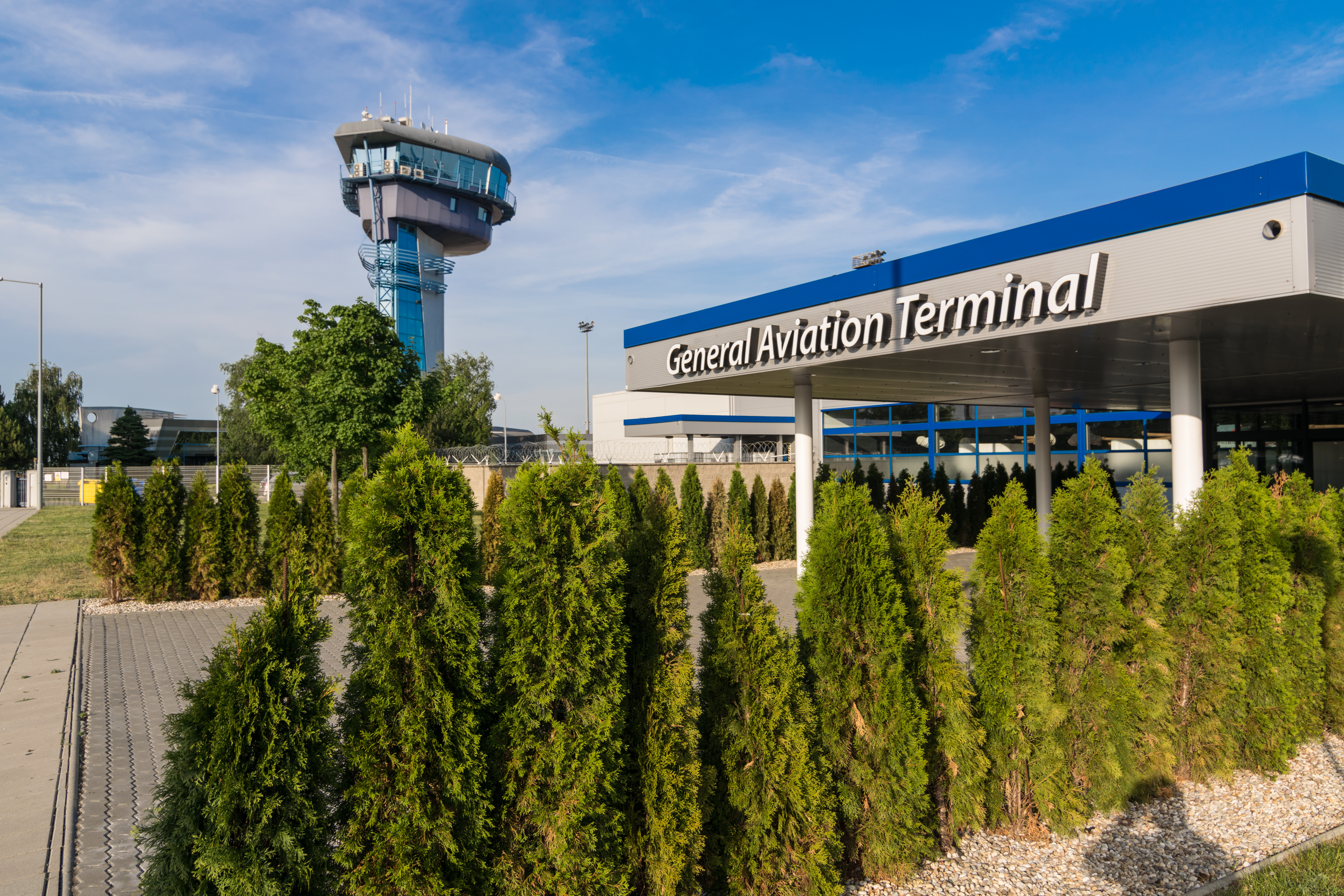
المحطة الرئيسية

شاهد source Wikidata query and sources.
| الرتبة | الركاب    | التغير  | الشحن (طن) |
| ------ | --------- | ------- | ---------- |
| 1997   | 285,983   |         | 1,641      |
| 1998   | 324,219   | +13.4%  | 1,443      |
| 1999   | 276,092   | -14.8%  | 1,605      |
| 2000   | 283,714   | +2.8%   | 2,878      |
| 2001   | 293,326   | +3.4%   | 3,171      |
| 2002   | 368,203   | +25.5%  | 4,831      |
| 2003   | 480,011   | +30.4%  | 10,883     |
| 2004   | 893,614   | +86.2%  | 6,972      |
| 2005   | 1,326,493 | +48.4%  | 3,633      |
| 2006   | 1,937,642 | +46.1%  | 5,055      |
| 2007   | 2,024,142 | +4.5%   | 1,969      |
| 2008   | 2,218,545 | +9.6%   | 6,961      |
| 2009   | 1,710,018 | −22.9%  | 11,903     |
| 2010   | 1,665,704 | −2.6%   | 17,717     |
| 2011   | 1,585,064 | −4.8%   | 20,530     |
| 2012   | 1,416,010 | −10.7%  | 22,563     |
| 2013   | 1,373,078 | −3.0%   | 21,271     |
| 2014   | 1,355,625 | −1.3%   | 19,448     |
| 2015   | 1,564,311 | +15.4%  | 21,098     |
| 2016   | 1,756,808 | +12.3%  | 22,895     |
| 2017   | 1,942,069 | +10,6%  | 26,246     |
| 2018   | 2,292,712 | +18,1%  | -          |
| 2019   | 2,290,242 | -0,1%   | 20,449     |
| 2020   | 405,097   | -82%    | 24,739     |
| 2021   | 480,152   | +18,5%  | 19 623     |
| 2022   | 1,406,284 | +192,8% | -          |

| الرتبة | المطار                                        | الناقل                  |
| ------ | --------------------------------------------- | ----------------------- |
| 1      | مطار لندن ستانستد مطار لندن لوتن              | رايان إير Wizz Air UK   |
| 2      | مطار دبلن الدولي                              | رايان إير               |
| 3      | مطار بوريسبيل الدولي مطار كييف جولياني الدولي | رايان إير ويز للطيران   |
| 4      | مطار فنوكوفو الدولي                           | Pobeda                  |
| 5      | مطار أنطاليا                                  | خطوط ترافل سيرفس الجوية |